# Onthophagus vespertilio
Onthophagus vespertilio es una especie de insecto del género Onthophagus, familia Scarabaeidae, orden Coleoptera.
Fue descrita científicamente por Howden & Cartwright & Hallfter en 1956.